# Trifolium resupinatum
Trifolium resupinatum é uma espécie de planta com flor pertencente à família Fabaceae. Espécie com polinização alogâmica. É usado frequentemente em pastagens melhoradas devido ao seu teor elevado em proteína que lhe confere alto valor nutritivo para alimentação animal. 
A autoridade científica da espécie é L., tendo sido publicada em Species Plantarum 2: 771. 1753.
Os seus nomes comuns são trevo-da-pérsia, trevo-de-flor-revirada, trevo-de-flores-reviradas ou trevo-resupinado.

## Descrição
A seguir apresenta-se a descrição dada por António Xavier Pereira Coutinho na sua obra Flora de Portugal (Plantas Vasculares): Disposta em Chaves Dicotómicas (1.ª ed. Lisboa: Aillaud, 1913):
Corola resupinada; lábio superior do cálice frutífero nervoso-reticulado, mais ou menos viloso, oblongo-cónico e com 2 dentes setiformes divaricados, compridos, salientes do indumento; foliolos obovado-acunheados; pedúnculos maiores ou menores do que a folha. Planta de 2-5 dm, difusa ou ascendente, glabra. Planta anual. Abril-Julho. Arrelvados, campos húmidos, areias: do Minho ao Algarve.

## Portugal
Trata-se de uma espécie presente no território português, nomeadamente em Portugal Continental, no Arquipélago dos Açores e no Arquipélago da Madeira.
Em termos de naturalidade é nativa de Portugal Continental e Arquipélago da Madeira e introduzida no arquipélago dos Açores.

## Morfologia
Porte semi-ereto, podendo chegar aos 60 cm de altura, mas quando pastoreado fica com um porte mais baixo, formando uma roseta. Folhas alternas, frifolioladas.
Floração entre Março e Setembro. Sementes lisas, verde-azeitona, entre 1 e 1,5 mm.

## Requisitos ambientais
Espécie adaptada a solos sujeitos a encharcamento temporário e eutrofizados. Resistente ao frio, suporta solos ácidos e mal drenados. Boa resistência à salinidade. Apesar de suportar bem as temperaturas baixas, o crescimento é muito lento nestas condições. Tem crescimento indeterminado, o que é particularmente útil no clima mediterrânico devido às grandes variações de disponibilidade hídrica típicas deste clima. Esta característica permite que a planta tenha um crescimento contínuo quando as condições são favoráveis ou possa parar temporariamente o desenvolvimento no caso de condições adversas, como vagas de calor ou stress hídrico, retomando-o mais tarde quando melhorarem.

## Protecção
Não se encontra protegida por legislação portuguesa ou da Comunidade Europeia.